# Teslui, Dolj
Teslui este satul de reședință al comunei cu același nume din județul Dolj, Oltenia, România. Se află în partea de est a județului.